# Sportwagen-Weltmeisterschaft 1965

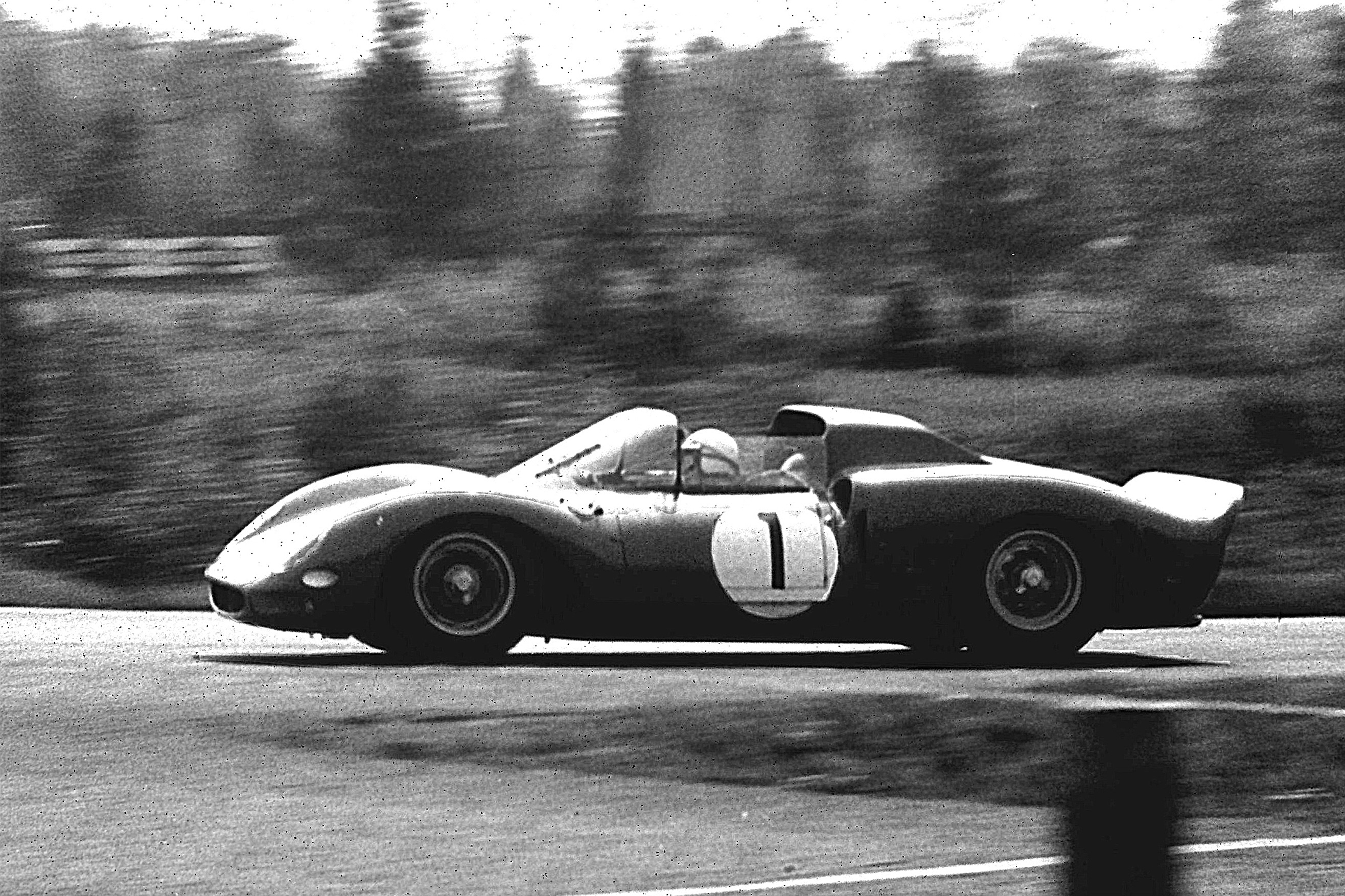
John Surtees bei seiner Siegesfahrt beim 1000-km-Rennen auf dem Nürburgring; das Cockpit des Ferrari 330P2 teilte er sich mit Ludovico Scarfiotti

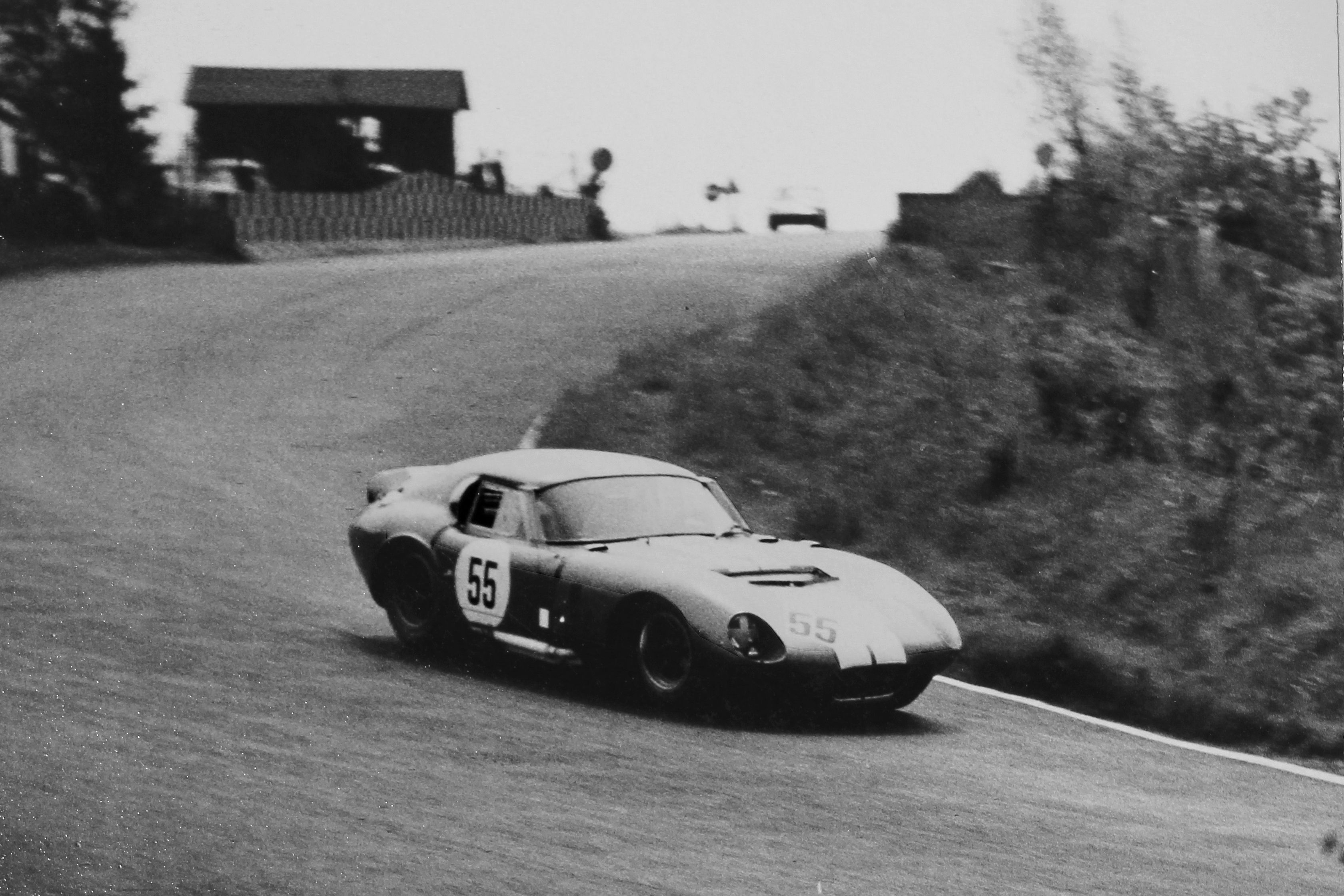
Das Shelby Cobra Daytona Coupe von Jack Sears und Frank Gardner beim selben Rennen im Streckenabschnitt Hatzenbach

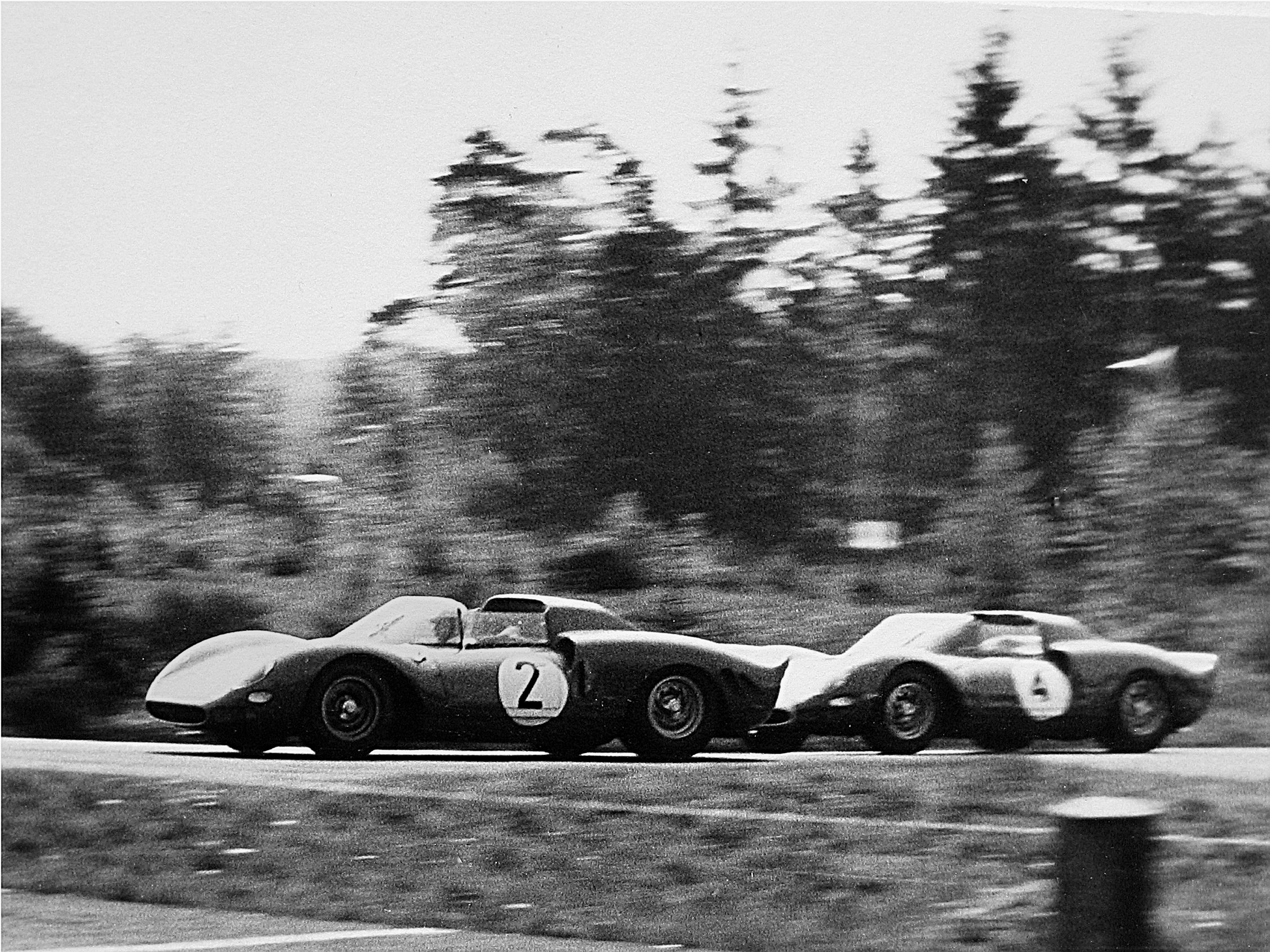
Noch einmal der Nürburgring. Mike Parkes vor Graham Hill in der Südkehre. Beide im Ferrari 275P2

Die Sportwagen-Weltmeisterschaft 1965, auch Internationale-Meisterschaft für GT-Hersteller und Prototypen-Trophy, war die 13. Saison dieser Meisterschaft. Sie begann am 28. Februar und endete am 19. September 1965.

## Meisterschaft
Auch 1965 war die Weltmeisterschaft – wie im Jahr davor – in erster Linie ein GT-Championat. Erneut gab es auch eine Prototypen-Trophy; allerdings war diese Wagen nicht bei allen Rennen startberechtigt. Das erste Rennen des Jahres war das 2000-km-Rennen von Daytona auf dem Daytona International Speedway, dass mit dem Sieg von Ken Miles und Lloyd Ruby im Ford GT40 endete. Das 12-Stunden-Rennen von Sebring brachte ein neues Siegerteam. Der US-amerikanische Rennfahrer Jim Hall hatte 1963 Chaparral Cars gegründet. Hall gewann das Rennen gemeinsam mit Hap Sharp auf einem Chaparral 2A, der von einem V8-Motor von Chevrolet angetrieben wurde.
Die europäischen Sportwagenrennen die für Prototypen- und GT-Fahrzeugen wurden, dominierten die Werkswagen der Scuderia Ferrari. Beim 1000-km-Rennen von Monza triumphierten Mike Parkes und Jean Guichet im Ferrari 275P2. Die Targa Florio gewannen Nino Vaccarella und Lorenzo Bandini, die ebenfalls einen 275P2 fuhren. Weitere Erfolge gab es am Nürburgring durch John Surtees und Ludovico Scarfiotti im 330P2 und beim 24-Stunden-Rennen von Le Mans. Dort wurde der siegreiche Ferrari jedoch vom North American Racing Team gemeldet. Dies traf auch auf den Siegerwagen des 12-Stunden-Rennens von Reims zu. Bei den auch in diesem Jahr zur Weltmeisterschaft zählenden Bergrennen gab es Erfolge für Porsche, Abarth und diverse Privatteams. 
Die Prototypen-Trophy gewann Ferrari mit deutlichen Vorsprung auf Porsche und Ford. Die GT-Klassen gingen an Abarth, Porsche und Shelby.

### Punktevergabe
1964 wurde ein Koeffizient bei der Vergabe der Weltmeisterschaftspunkte eingeführt. Für die ersten Sechs er jeweiligen Klassen wurde die Punkte in der Reihenfolge 9-6-4-3-2-1 vergeben. Die Rennen erhielten jedoch Koeffizienten von 2.0 (Le Mans) bis 1.0 (z. B. Bergrennen). Dazu gab es 1.6 (z. B. Sebring und die Targa Florio) und 1.3 (z. B. die RAC Tourist Trophy). Während der Sieger von Le Mans dadurch die doppelte Punktezahl erhielt, gab es für den Erfolg bei Bergrennen nur normale Punkte. Beim 1000-km-Rennen auf dem Nürburgring erhielt der Sieger durch den Koeffizienten 1,6 die Punktezahl 14,4 usw.

## Rennkalender
| Nr. | Datum          | Rennname / Rennstrecke                                             | Team                       | Gesamtsieger                     | Fahrzeug                   | Meisterschaft     |
| --- | -------------- | ------------------------------------------------------------------ | -------------------------- | -------------------------------- | -------------------------- | ----------------- |
| 1   | 28. Februar    | 2000-km-Rennen von Daytona (Daytona International Speedway)        | Shelby American            | Ken Miles Lloyd Ruby             | Ford GT40                  | Prototypen und GT |
| 2   | 27. März       | 12-Stunden-Rennen von Sebring (Sebring International Raceway)      | Chaparral Cars             | Hap Sharp Jim Hall               | Chaparral 2A               | Prototypen und GT |
| 3   | 11. April      | Coppa Bologna (Autodromo Enzo e Dino Ferrari)                      | Abarth                     | Herbert Demetz                   | Abarth-Simca 1300 Bialbero | GT                |
| 4   | 25. April      | 3-Stunden-Rennen von Monza (Autodromo Nazionale Monza)             | Abarth                     | Klaus Steinmetz                  | Abarth-Simca 1300 Bialbero | GT                |
| 5   | 25. April      | 1000-km-Rennen von Monza (Autodromo Nazionale Monza)               | SpA Ferrari SEFAC          | Mike Parkes Jean Guichet         | Ferrari 275P2              | Prototypen und GT |
| 6   | 1. Mai         | RAC Tourist Trophy (Oulton Park)                                   | Sid Taylor Racing          | Denis Hulme                      | Brabham BT8                | Prototypen und GT |
| 7   | 6. Mai         | Targa Florio (Piccolo circuito delle Madonie)                      | SpA Ferrari SEFAC          | Nino Vaccarella Lorenzo Bandini  | Ferrari 275P2              | Prototypen und GT |
| 8   | 16. Mai        | 500-km-Rennen von Spa-Francorchamps (Circuit de Spa-Francorchamps) | Ecurie Francorchamps       | Willy Mairesse                   | Ferrari 250LM              | Prototypen und GT |
| 9   | 23. Mai        | 1000-km-Rennen auf dem Nürburgring (Nürburgring)                   | SpA Ferrari SEFAC          | Ludovico Scarfiotti John Surtees | Ferrari 330P2              | Prototypen und GT |
| 10  | 5. Juni        | 500-km-Rennen von Mugello (Circuito stradale del Mugello)          | Montegrappa                | Mario Casoni Antonio Nicodemi    | Ferrari 250LM              | GT                |
| 11  | 13. Juni       | Bergrennen Rossfeld (Roßfeldhöhenringstraße)                       | Porsche System             | Gerhard Mitter                   | Porsche 904/8 Bergspyder   | GT                |
| 12  | 19. – 20. Juni | 24-Stunden-Rennen von Le Mans (Circuit des 24 Heures)              | North American Racing Team | Masten Gregory Jochen Rindt      | Ferrari 250LM              | Prototypen und GT |
| 13  | 4. Juli        | 12-Stunden-Rennen von Reims (Circuit de Reims-Gueux)               | North American Racing Team | Pedro Rodríguez Jean Guichet     | Ferrari 365P2              | Prototypen und GT |
| 14  | 4. Juli        | Bergrennen Bozen (Bozen)                                           | Abarth                     | Herbert Demetz                   | Abarth-Simca 2000 GT       | GT                |
| 15  | 8. August      | Bergrennen Freiburg-Schauinsland (Schauinslandstraße)              | Ferrari                    | Ludovico Scarfiotti              | Ferrari Dino 206P          | GT                |
| 16  | 16. August     | Coppa Cittá di Enna (Autodromo di Pergusa)                         |                            | Mario Casoni                     | Ferrari 250LM              | GT                |
| 17  | 28. August     | Bergrennen Ollon-Villars (Villars-sur-Ollon)                       | Scuderia Sant’Ambroeus     | Ludovico Scarfiotti              | Ferrari Dino 206P          | GT                |
| 18  | 5. September   | 500-km-Rennen auf dem Nürburgring (Nürburgring)                    | Automobiles Alpine         | Lucien Bianchi Mauro Bianchi     | Alpine M65                 | GT                |
| 19  | 19. September  | 500-km-Rennen von Bridgehampton (Bridgehampton Race Circuit)       | Wetson's Drive-Ins         | Herb Wetanson                    | Porsche 904 GTS            | GT                |
| 20  | 19. September  | 500-km-Rennen von Bridgehampton (Bridgehampton Race Circuit)       | Chaparral Cars             | Hap Sharp                        | Chaparral 2A               | Prototypen und GT |

## Marken-Weltmeisterschaft für Konstrukteure

### GT-Wagen

#### GT-Wagen Division I bis 1,3-Liter-Hubraum
| Position | Konstrukteur | 1 | 2    | 3 | 4    | 5 | 6 | 7    | 8 | 9    | 10 | 11 | 12 | 13 | 14 | 15 | 16 | 17  | 18 | 19   | 20 | Gesamt |
| -------- | ------------ | - | ---- | - | ---- | - | - | ---- | - | ---- | -- | -- | -- | -- | -- | -- | -- | --- | -- | ---- | -- | ------ |
| 1        | Abarth       |   |      | 9 | 11,7 |   |   | 14,4 |   | 14,4 |    |    |    |    | 9  |    |    | (9) | 9  |      |    | 67,5   |
| 2        | MG           |   | 14,4 |   |      |   |   | 9,6  |   | 4,8  |    |    |    |    | 1  |    |    |     |    | 11,7 |    | 41,5   |
| 3        | Fiat         |   |      | 3 | 3,9  |   |   |      |   |      |    |    |    |    | 6  |    |    | (4) | 6  | 7,8  |    | 26,7   |
| 4        | Alfa Romeo   |   |      |   | 2,6  |   |   | 3,2  |   | 3,2  |    |    |    |    |    |    |    |     |    | 5,2  |    | 14,2   |
| 5        | Alpine       |   |      |   |      |   |   | 6,7  |   |      |    |    |    |    |    |    |    | 3   |    |      |    | 9,7    |
| 6        | Triumph      |   | 9,6  |   |      |   |   |      |   |      |    |    |    |    |    |    |    |     |    |      |    | 9,6    |
| 7        | Marcos       |   |      |   |      |   |   | 4,8  |   |      |    |    |    |    |    |    |    | 1   |    |      |    | 5,8    |
| 8=       | Lancia       |   |      |   |      |   |   |      |   |      |    |    |    |    | 4  |    |    |     |    |      |    | 4      |
| 8=       | Austin       |   |      |   |      |   |   |      |   |      |    |    |    |    |    |    |    |     | 4  |      |    | 4      |
| 10       | Lotus        |   |      |   |      |   |   |      |   |      |    |    |    |    |    |    |    | 1   |    |      |    | 1      |

#### GT-Wagen Division II bis 2-Liter-Hubraum
| Position | Konstrukteur | 1    | 2     | 3 | 4 | 5      | 6 | 7    | 8      | 9    | 10  | 11 | 12 | 13 | 14 | 15 | 16 | 17  | 18 | 19   | 20 | Gesamt |
| -------- | ------------ | ---- | ----- | - | - | ------ | - | ---- | ------ | ---- | --- | -- | -- | -- | -- | -- | -- | --- | -- | ---- | -- | ------ |
| 1        | Porsche      | 14,4 | 14,4  |   |   | (11,7) |   | 14,4 | (11,7) | 14,4 | (6) |    | 18 |    |    | 9  |    | (9) |    | 11,7 |    | 96,3   |
| 2        | Alfa Romeo   |      | (4,8) |   |   | 7,8    |   | 9,6  | 5,2    | 6,4  | 9   |    |    |    |    |    |    | 2   |    | 5,2  |    | 45,2   |
| 3        | MG           | 1    |       |   |   |        |   |      |        |      |     |    | 12 |    |    |    |    |     |    | 7,8  |    | 20,8   |
| 4        | Lotus        | 3,2  |       |   |   |        |   |      | 2,6    | 1,6  |     |    |    |    |    | 1  |    | (1) |    |      |    | 8,4    |
| 5        | Triumph      |      |       |   |   |        |   |      |        |      |     |    | 8  |    |    |    |    |     |    |      |    | 8      |
| 6        | Abarth       |      |       |   |   |        |   |      |        |      | 4   |    |    |    |    |    |    | 3   |    |      |    | 7      |
| 7        | Volvo        |      |       |   |   |        |   |      |        |      |     |    |    |    |    |    |    |     |    | 3,9  |    | 3,9    |
| 8        | TVR          |      |       |   |   |        |   |      | 1,3    |      |     |    |    |    |    |    |    |     |    |      |    | 1,3    |

#### GT-Wagen Division III über 2-Liter-Hubraum
| Position | Konstrukteur  | 1     | 2    | 3 | 4 | 5    | 6      | 7    | 8     | 9     | 10 | 11 | 12 | 13   | 14 | 15 | 16     | 17  | 18 | 19 | 20     | Gesamt |
| -------- | ------------- | ----- | ---- | - | - | ---- | ------ | ---- | ----- | ----- | -- | -- | -- | ---- | -- | -- | ------ | --- | -- | -- | ------ | ------ |
| 1        | Shelby        | 14,4  | 14,4 |   |   | 11,7 | (11,7) |      | (7,8) | 14,4  |    | 9  | 12 | 14,4 |    |    | (11,7) |     |    |    | (11,7) | 90,3   |
| 2        | Ferrari       | (4,8) |      |   |   | 5,2  | 7,8    | 14,4 | 11,7  | (4,8) |    |    | 18 |      |    |    | 5,2    | 9   |    |    | (3,9)  | 71,3   |
| 3        | Austin-Healey |       | 4,8  |   |   |      |        | 9,5  |       |       |    |    |    |      |    |    |        |     |    |    | 1,3    | 15,7   |
| 4        | Jaguar        |       |      |   |   |      |        |      |       |       |    | 4  |    |      |    |    |        | (2) |    |    | 5,2    | 9,2    |
| 5        | Chevrolet     |       |      |   |   |      |        |      |       |       |    |    |    |      |    |    |        |     |    |    | 2,6    | 2,6    |
| 6        | Sunbeam       | 1,6   |      |   |   |      |        |      |       |       |    |    |    |      |    |    |        |     |    |    |        | 1,6    |

### Prototypen-Trophy

#### Prototypen ohne Hubraumgrenze
| Position | Konstrukteur | 1 | 2     | 3 | 4 | 5    | 6 | 7    | 8 | 9    | 10 | 11 | 12 | 13 | 14 | 15 | 16 | 17 | 18 | 19 | 20     | Gesamt |
| -------- | ------------ | - | ----- | - | - | ---- | - | ---- | - | ---- | -- | -- | -- | -- | -- | -- | -- | -- | -- | -- | ------ | ------ |
| 1        | Ferrari      |   | (9,6) |   |   | 11,7 |   | 14,4 |   | 14,4 |    |    | 18 |    |    |    |    |    |    |    | (11,7) | 58,5   |
| 2        | Porsche      |   | 6,4   |   |   |      |   | 9,6  |   | 6,4  |    |    | 8  |    |    |    |    |    |    |    |        | 30,4   |
| 3        | Ford         |   | 14,4  |   |   | 5,2  |   |      |   |      |    |    |    |    |    |    |    |    |    |    |        | 19,6   |
| 4        | Iso          |   |       |   |   | 3,9  |   |      |   |      |    |    |    |    |    |    |    |    |    |    |        | 3,9    |